# Apatura jole
Apatura jole är en fjärilsart som beskrevs av Denis och Ignaz Schiffermüller 1776. Apatura jole ingår i släktet Apatura och familjen praktfjärilar. Inga underarter finns listade i Catalogue of Life.